# صيدناني رمادي الطوق
صيدناني رمادي الطوق (الاسم العلمي: Tamias cinereicollis) (بالإنجليزية: Gray-collared Chipmunk)‏ هو نوع من الحيوانات يتبع جنس الصيدناني من الفصيلة السنجابية.